# Woodford, Queensland
Woodford är en del av en befolkad plats i Australien. Den ligger i kommunen Moreton Bay och delstaten Queensland, omkring 62 kilometer nordväst om delstatshuvudstaden Brisbane.
Runt Woodford är det ganska glesbefolkat, med 32 invånare per kvadratkilometer.. Woodford är det största samhället i trakten. 
I omgivningarna runt Woodford växer i huvudsak städsegrön lövskog. Genomsnittlig årsnederbörd är 1 222 millimeter. Den regnigaste månaden är januari, med i genomsnitt 252 mm nederbörd, och den torraste är september, med 30 mm nederbörd.